# 신경유전학
신경유전학(神經遺傳學, neurogenetics)은 신경과학의 한 분야로, 신경세포의 단위인 뉴런과 이의 집합체들의 유전적 특성을 다루는 학문이다. 신경유전학은 진화유전학과 세포생물학에 기반하여, 신경세포의 활동과 발생, 진화에 영향을 주는 유전자들에 관한 연구를 진행한다.
Http://Naver.com

## 개요
21세기의 DNA 시퀀싱 기술의 발전으로 세포 신경 생물학은 유전학적 정보들이 대거 필요하게 되었다. 일반적으로 신경 세포 생물학은 뉴런이 세포 신호를 생리학적, 전기화학적으로 처리하는 방법을 다루었는데, 신경전달물질과 이온 채널로 특정화 되는 단백질들이 대거 발견되고, 전사와 번역 등의 각 단계에서 유전자 단위의 조절이 중요한 역할을 갖게 되자, 신경 세포에 대한 유전학이 필요하게 되었다.
여기에서 쥐와 영장류의 축적된 신경과학 연구와, 진화가 직접 관찰되면서 진화유전학의 발달이 더욱 발달하고, 뇌의 진화과정에 대한 연구가 활발해지게 되자 이 두가지의 발달로 생겨나게 된 것이 신경 유전학이다.

## 주요 연구 분야
신경 유전학은, 뉴런의 신경돌기(가지돌기와 축삭)와 신경세포체(perikaryon)의 전반적인 RNA 및 단백질 발현 정보와 정보를 전달하기 위하여 사용되는 신경전달물질을 연구하는 부분으로 나뉘며, 더 나아가 발생 생물학이나 진화생물학과 연계되어, 특정 뉴런들로 모여진 조직과 기관들의 RNA발현이 어떻게 변화해 가는지, 어떠한 세포들이 뉴런으로 분화되어가는지로 나뉜다.
최근 Single Cell RNAseq의 발달로, 신경 세포의 전기 신호와 RNA발현량을 연계하는 연구도 많이 이루어지고 있다
- 진화신경유전학
  - 신경의 진화 방식을 연구
  - Single Cell RNAseq으로 가장 많이 수혜를 입음

- 세포신경유전학
  - 신경의 연결(Connectome)을 연구
  - 신경 세포의 전기 신호와 연계 연구

- 발생신경유전학
  - 신경 세포의 발생과정을 연구
  - 신경 세포의 분화과정을 연구

## 신경 유전학과 연관된 학문들
신경 유전학은, 암 연구와 직접적으로 연계되어 있기도 하며, 다른 유전학 분야와도 많이 연계되어 있다. ENCODE project의 일환인 Psych ENCODE project도 이곳에 해당한다. 뇌종양이나 조현병을 비롯한 특정 형질들의 비발현 시퀀스 대한 연구가 진행되고 있다.

## 같이 보기
- 신경과학
- 유전학
- 진화유전학